# Operacja Synteza
Operacja Synteza – akcja wywiadu Armii Krajowej pod kryptonimem „Synteza”, która miała na celu zlokalizowanie i rozpoznanie technologii produkcji benzyny syntetycznej w fabryce Hydrierwerke Pölitz (Police k. Szczecina). Fabryka została kompletnie zniszczona w szeregu nalotów bombowych lotnictwa alianckiego w okresie od października 1944 roku do stycznia 1945.

## Cel akcji
Operacja przeprowadzona została w ramach sieci wywiadowczej funkcjonującej pod nazwą „Lombard”, która podporządkowana była Oddziałowi II Komendy Głównej Armii Krajowej. Jednym z zadań „Bałtyku” było szczegółowe rozpracowanie wywiadowcze rejonu Szczecina ze szczególnym uwzględnieniem funkcjonowania fabryki benzyny syntetycznej w Policach (niem. Hydrierwerke Pölitz) produkującej paliwo dla potrzeb niemieckiej machiny wojennej oraz szczecińskich stoczni. Całość umownie określono kryptonimem „Synteza”. Rozpracowanie wywiadowcze odbyło się w oparciu o pomorską ekspozyturę II Komendy AK zwanej „Bałtyk” dzielącej się na oddziały „Bałtyk 301” kier. „Kolski” (Edmund Czarnowski), „Bałtyk 302” kier. „Apoli” (Apolinary Łagiewski) i „Bałtyk 303” kier. „Sęk”, „Tragarz” (Augustyn Traeger).

## Przebieg operacji
Podczas akcji wywiad AK prowadził obserwację celów, wywiady z polskimi robotnikami przymusowymi oraz wprowadził na teren fabryki agenta przebranego w mundur organizacji Todta. Efektem działań wywiadowczych były precyzyjne dane przekazywane wywiadowi AK, a za jego pośrednictwem wywiadowi brytyjskiemu, co umożliwiło przeprowadzenie w okresie 1944-1945 r. przez lotnictwo alianckie szeregu bardzo dokładnych bombardowań fabryki. W wyniku akcji wywiadowczych „Bałtyk 301” zdołał zidentyfikować także szczegółowe rozmieszczenie magazynów produkowanej w Policach koło Szczecina benzyny syntetycznej, które mieściły się w Gdańsku, Gdyni i Malborku.

## Po akcji
Po nalotach i kompletnym zniszczeniu fabryki Gestapo wpadło jednak na trop uczestników akcji. Większość uczestników aresztowano i w wyniku procesu w Berlinie kary śmierci uniknęły tylko pojedyncze osoby. Z pięciu wyroków śmierci wykonano cztery – wszystkie niemal w przededniu zdobycia stolicy Niemiec przez Armię Czerwoną. W 1972 roku powstał film dokumentalny pt. Kryptonim „Synteza” w reżyserii Andrzeja Androchowicza.

## Bombardowania

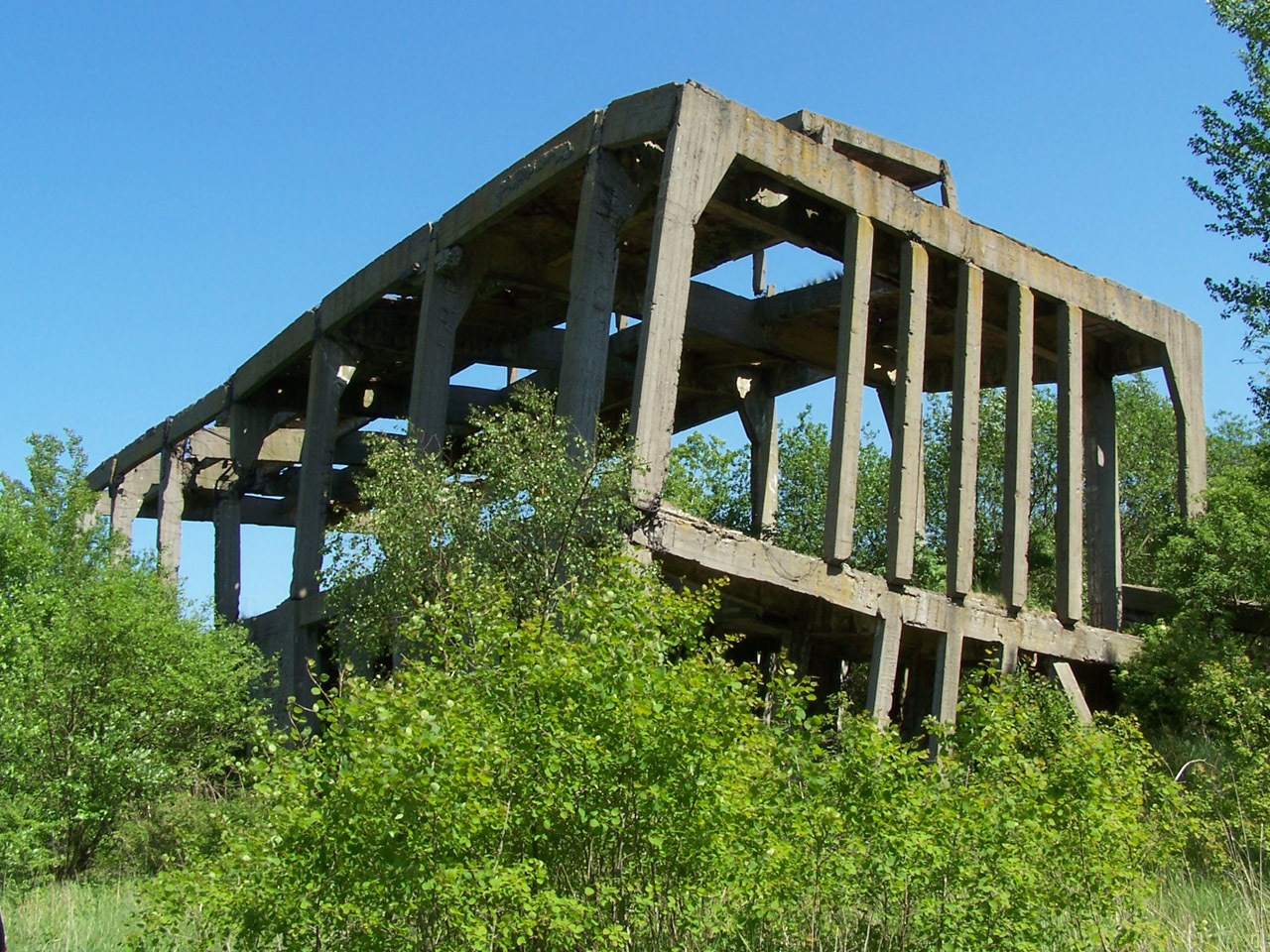
Szkielet hali fabrycznej

Z uwagi na duże znaczenie strategiczne dla III Rzeszy pierwsze bombardowania fabryki rozpoczęły się już we wrześniu 1940 r. Duża intensywność nalotów zmusiła Niemców do budowy zapory balonowej oraz schronów. Mimo zwiększonej intensywności nalotów w roku 1944 fabryka dalej produkowała benzynę. Dopiero na początku 1945 r., po ostatnim nalocie, w którym udział brali także piloci z polskiego 300 Dywizjonu Bombowego Ziemi Mazowieckiej fabryka zakończyła produkcję.
Bombardowania fabryki w latach 1940–1945:
- 4 września/5 września 1940 – 12 Niemców zabitych, 15 słowackich robotników rannych;
- 14 października/15 października 1940;
- 26 października/27 października 1940;
- 20 kwietnia 1944;
- 29 maja 1944 – 123 zabitych, spłonął częściowo obóz Pommernlager;
- 7 lipca 1944;
- 8 sierpnia/9 sierpnia 1944;
- 21 sierpnia 1944;
- 25 sierpnia 1944;
- 4 września/5 września 1944;
- 7 października 1944;
- 21 grudnia 1944 – zniszczono całkowicie wieś Kołpin-Langenstücken
- 13 stycznia 1945 – w przeciągu 14 minut 250 samolotów zrzuciło 1600 bomb niszczących, 6 min powietrznych oraz bomby z opóźnionym zapłonem;
- 8 marca 1945 – ostatni nalot na fabrykę.

## Uczestnicy akcji
- „Mewa”[4] (Leon Chaustow),
- „Kolski" (Edmund Czarnowski),
- „Apoli” (Apolinary Łagiewski),
- „Tragarz” (Augustyn Traeger)